# 溫德拉特湖

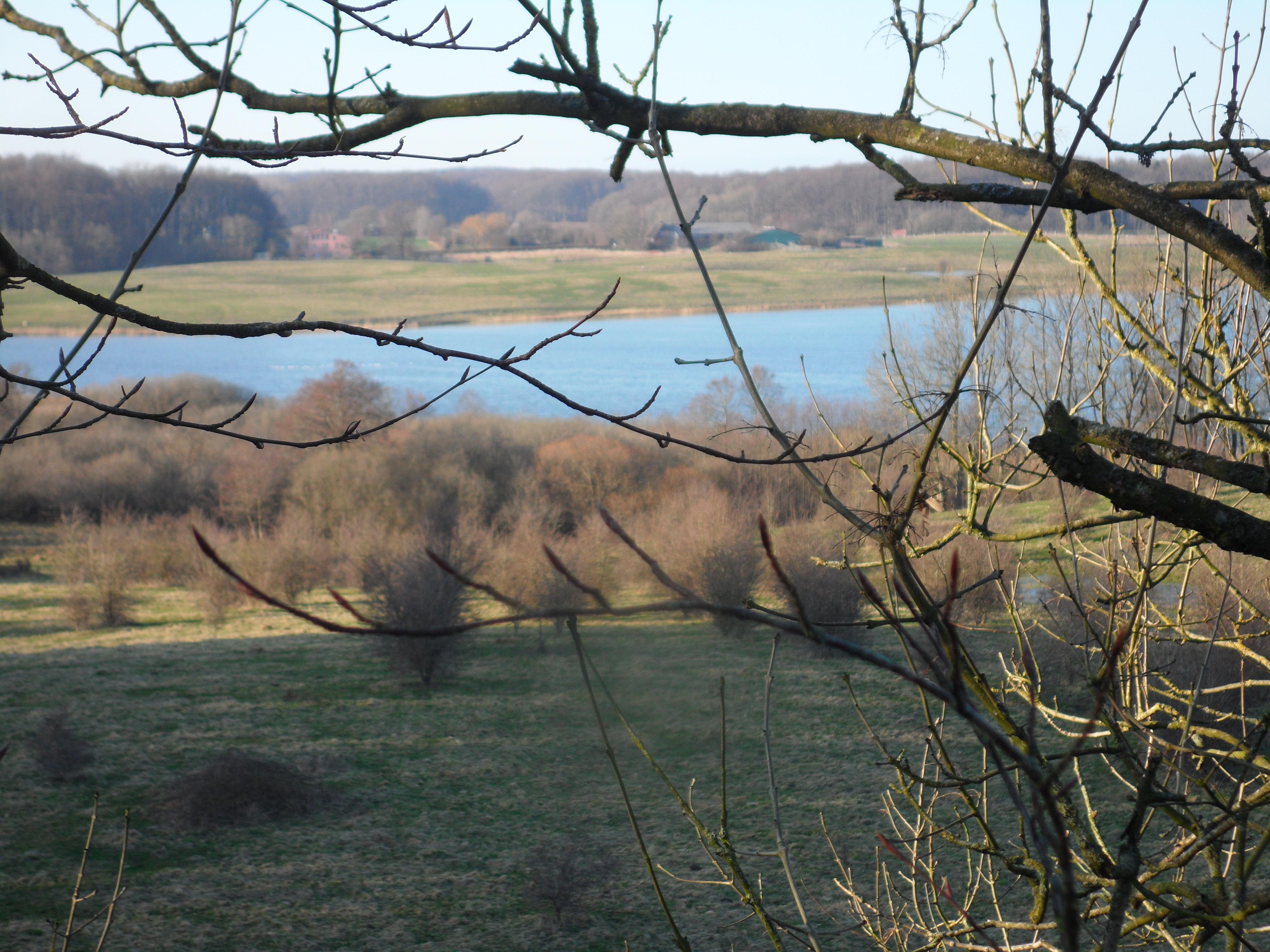

54°44′29″N 9°36′49″E / 54.7415°N 9.6136°E
溫德拉特湖（德語：Winderatter See），是德國的湖泊，位於該國北部石勒蘇益格-荷爾斯泰因州，由石勒蘇益格-弗倫斯堡縣負責管轄，面積0.24平方公里，平均水深1.2米，最大水深2.2米，水體容量290立方米，湖岸線長度2.9公里。